# Rhett Rakhshani
Rhett Rakhshani (* 6. März 1988 in Huntington Beach, Kalifornien) ist ein ehemaliger US-amerikanischer Eishockeyspieler iranischer Abstammung, der im Verlauf seiner aktiven Karriere zwischen 2006 und 2022 unter anderem 510 Spiele in der Svenska Hockeyligan (SHL) auf der Position des rechten Flügelstürmers bestritten hat. Zudem absolvierte Rakhshani, der zweimal Schwedischer Meister wurde, weitere 128 Partien in der American Hockey League (AHL) und sieben Begegnungen für die New York Islanders in der National Hockey League (NHL).

## Karriere

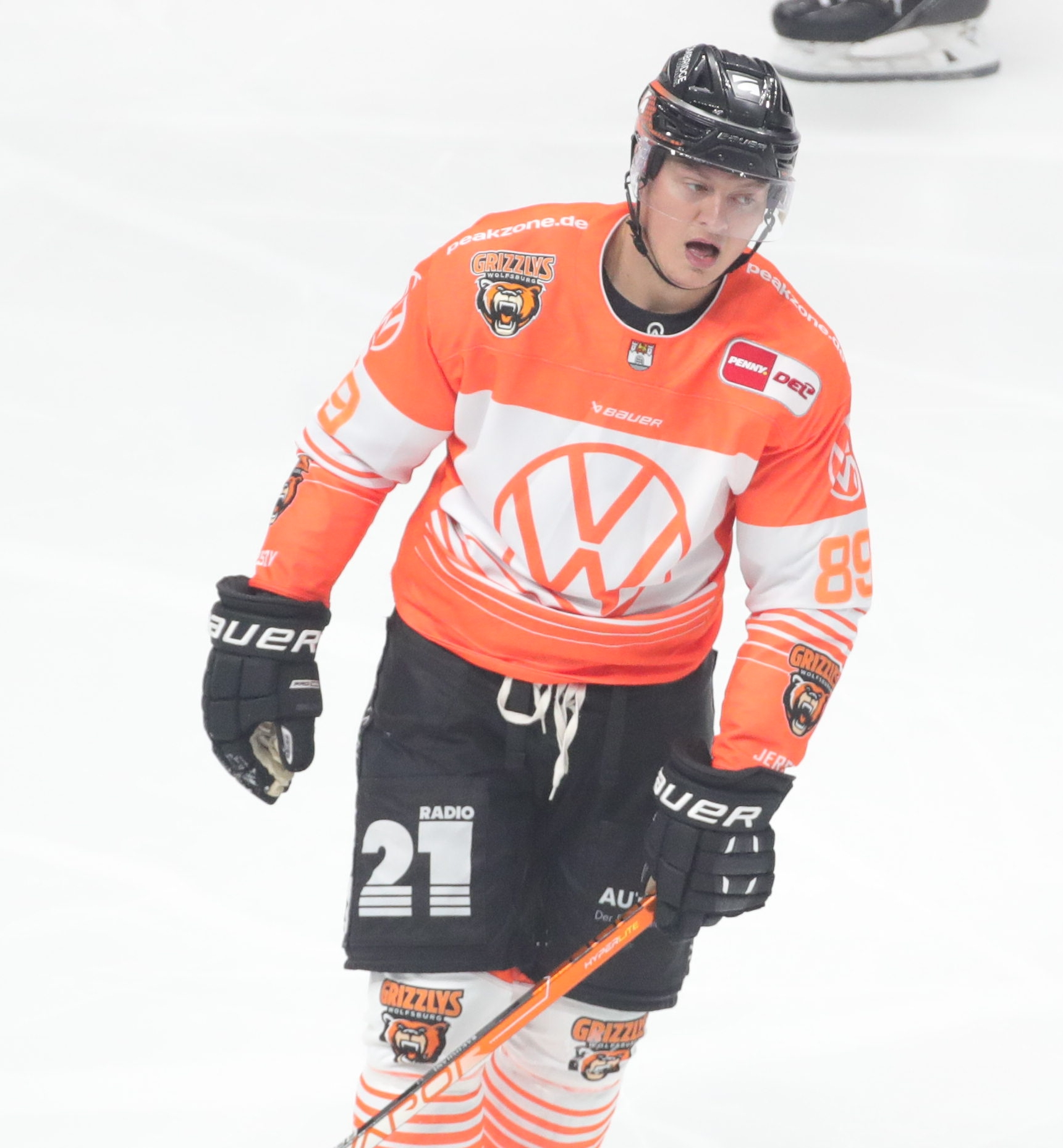
Rakhshani im Trikot der Grizzlys Wolfsburg

Die Vorfahren von Rhett Rakhshani kamen in den 1950er-Jahren in die Vereinigten Staaten. Rhett Rakhshani begann seine Karriere als Eishockeyspieler im USA Hockey National Team Development Program, für das er von 2004 bis 2006 in der Juniorenliga North American Hockey League (NAHL) aktiv war. Anschließend wurde er im NHL Entry Draft 2006 in der vierten Runde als insgesamt 100. Spieler von den New York Islanders ausgewählt. Zunächst besuchte er jedoch vier Jahre lang die University of Denver, für deren Eishockeymannschaft er parallel in der Western Collegiate Hockey Association (WCHA) spielte. Mit seiner Mannschaft gewann er im Jahr 2008 die Meisterschaft der WCHA in Form der Broadmoor Trophy. Zudem erhielt er zahlreiche persönliche Auszeichnungen.
Gegen Ende der Saison 2009/10 gab er für das Farmteam der Islanders, die Bridgeport Sound Tigers, sein Debüt im professionellen Eishockey, als er in insgesamt zehn Spielen in der American Hockey League (AHL) zwei Tore vorbereitete. In der folgenden Spielzeit bestritt er seine ersten beiden Spiele in der National Hockey League (NHL) für die Islanders, verbrachte jedoch die gesamte restliche Spielzeit erneut bei den Bridgeport Sound Tigers. Dort konnte er überzeugen und durfte zunächst am AHL All-Star Classic teilnehmen. Zudem wurde er in das AHL All-Rookie Team gewählt. Auch in der Saison 2011/12 lief er nur in fünf Partien in der NHL für die Islanders auf, während er regelmäßig im AHL-Farmteam bei den Bridgeport Sound Tigers eingesetzt wurde.
Im Juni 2012 unterzeichnete Rakhshani einen Kontrakt für die Saison 2012/13 beim HV71 aus der Elitserien. Nach einer Spielzeit dort, wechselte er im April 2013 innerhalb der Liga zu den Växjö Lakers und gewann mit der Mannschaft in der Saison 2014/15 die Meisterschaft, wobei Rakshani mit acht Treffern sowie vier Torvorlagen in 12 Play-off-Partien einen maßgeblichen Anteil am Titelgewinn hatte. Im Sommer 2015 unterschrieb der Angreifer einen Vertrag beim Ligakonkurrenten Linköping HC, ein Jahr später wechselte er innerhalb der schwedischen Liga zu den Malmö Redhawks. Dort war er zwei Spielzeiten lang aktiv, ebenso wie anschließend für den Frölunda HC und Djurgårdens IF. Mit Frölunda wurde er dabei einmal Schwedischer Meister und gewann zweimal die Champions Hockey League.
Im Mai 2022 unterzeichnete der US-Amerikaner nach insgesamt zehn Jahren in Schweden einen Vertrag bei den Grizzlys Wolfsburg aus der Deutschen Eishockey Liga (DEL). Aufgrund eines schwerwiegenden Krankheitsfalls im engeren Familienkreis gab der 34-Jährige im Dezember 2022 nach 21 Einsätzen für Wolfsburg das sofortige Ende seiner aktiven Laufbahn bekannt.

### International
Für USA nahm Rakhshani an der World U-17 Hockey Challenge 2005, der U18-Junioren-Weltmeisterschaft 2006 sowie der U20-Junioren-Weltmeisterschaft 2008 teil. Bei der U18-WM 2006 gewann er mit seiner Mannschaft die Goldmedaille.

## Erfolge und Auszeichnungen
| - 2008 Broadmoor-Trophy-Gewinn mit der University of Denver - 2009 WCHA All-Academic Team - 2009 WCHA Third All-Star Team - 2010 WCHA All-Academic Team - 2010 WCHA First All-Star Team - 2010 WCHA Scoring Champion - 2010 NCAA West First All-American Team | - 2011 AHL All-Rookie Team - 2011 Teilnahme am AHL All-Star Classic - 2015 Schwedischer Meister mit den Växjö Lakers - 2019 Champions-Hockey-League-Gewinn mit dem Frölunda HC - 2019 Schwedischer Meister mit dem Frölunda HC - 2020 Champions-Hockey-League-Gewinn mit dem Frölunda HC |

### International
- 2006 Goldmedaille bei der U18-Junioren-Weltmeisterschaft

## Karrierestatistik

### International
Vertrat USA bei:
- World U-17 Hockey Challenge 2005
- U18-Junioren-Weltmeisterschaft 2006
- U20-Junioren-Weltmeisterschaft 2008

(Legende zur Spielerstatistik: Sp oder GP = absolvierte Spiele; T oder G = erzielte Tore; V oder A = erzielte Assists; Pkt oder Pts = erzielte Scorerpunkte; SM oder PIM = erhaltene Strafminuten; +/− = Plus/Minus-Bilanz; PP = erzielte Überzahltore; SH = erzielte Unterzahltore; GW = erzielte Siegtore; 1 Play-downs/Relegation; Kursiv: Statistik nicht vollständig)